# The Postcard Killings
The Postcard Killings is een Brits-Amerikaanse misdaadfilm uit 2020, geregisseerd door Danis Tanović en met Jeffrey Dean Morgan, Famke Janssen en Cush Jumbo in de hoofdrol. De film is gebaseerd op de roman The Postcard Killers uit 2010 van James Patterson en Liza Marklund.

## Verhaal
De film begint met iemand die een jong stel vermoordt. Het blijkt de dochter van rechercheur Jacob Kanon uit New York en haar man te zijn die op huwelijksreis in Londen zijn. Kanon gaat naar Londen om de lichamen van zijn dochter en haar nieuwe echtgenoot in het mortuarium te identificeren. Wanneer andere stellen in heel Europa een soortgelijk lot ondergaan, begint Kanon een speurtocht naar wie de moordenaar is en verhuist naar andere Europese steden terwijl de moordenaar niet stopt. Met de hulp van een Scandinavische journaliste en een Duitse politieman probeert hij te achterhalen wie verantwoordelijk is voor de moorden.

## Rolverdeling
| Acteur               | Personage                         |
| -------------------- | --------------------------------- |
| Jeffrey Dean Morgan  | Jacob Kanon                       |
| Famke Janssen        | Valerie Kanon                     |
| Cush Jumbo           | Dessie Lombard                    |
| Joachim Król         | Klau Bublitz                      |
| Steven Mackintosh    | Rupert Pearce                     |
| Denis O'Hare         | Simon Haysmith                    |
| Naomi Battrick       | Marina Haysmith / Sylvia Randolph |
| Ruairi O'Connor      | Simon Haysmith / Mac Randolph     |
| Eva Röse             | Agneta Hoglund                    |
| Lukas Loughran       | Evert Ridderwall                  |
| Dylan Devonald Smith | Pieter Holl                       |
| Sallie Harmsen       | Nienke Holl                       |

## Ontvangst
De film werd matig ontvangen op Rotten Tomatoes, waar het 24% goede reviews ontving, gebaseerd op 21 beoordelingen. Op Metacritic ontving de film een metascore van 29/100, gebaseerd op 4 critici. Op Cinemagazine werd de film beoordeeld met 2 sterren.